# ریپابلیک (میشیگان)
ریپابلیک (به انگلیسی: Republic) یک منطقهٔ مسکونی در ایالات متحده آمریکا است که در شهرستان مارکت، میشیگان واقع شده‌است. ریپابلیک ۱۰٫۱ کیلومتر مربع مساحت و ۲۷۶ نفر جمعیت دارد و ۴۶۴ متر بالاتر از سطح دریا واقع شده‌است.